# UDONプロレス
UDONプロレス（ウドン・プロレス）は、香川県高松市にあるスポーツバー「プロレスリングバー ジャッジメント」を拠点に活動しているマットプロレス団体。「UDON」は「Universal Dream of Next」の略。

## 歴史
- 2014年3月4日、プロレス団体でレフェリーの経験がある佃政弘（後のツクダ監督）がジャッジメントをオープン。
- 2018年3月3日、ジャッジメントで旗揚げ戦「UDON無限大記念日」を開催。
- 6月16日、ジャッジメントで「UDON-COSMOS」を開催。
- 10月13日、ジャッジメントで「STARTING OVER-UDON」を開催。
- 12月30日、ジャッジメントで「KING OF SLAM 2018」を開催。
- 2019年3月16日、ジャッジメントで旗揚げ1周年記念大会「UDON旗揚げ記念日」を開催。
- 5月18日、ジャッジメントで「アルマゲウドン」を開催。
- 7月27日、ジャッジメントで「UDONのすべらない話」を開催。
- 10月5日、ジャッジメントで「UDONグランプリ」を開催。
- 11月16日、ジャッジメントで「ぶっかけUDONファン○射祭」を開催。
- 2020年2月2日、高知会館で「高知会館攻防戦」を開催。
- 2月29日、高知MONSTERで旗揚げ2周年記念大会「UDON旗揚げ記念日」を開催。
- 2023年3月4日、高知MONSTERで旗揚げ5周年記念大会「UDON旗揚げ記念日」を開催。
- 3月12日、初の東京大会を新木場1stRINGで旗揚げ5周年記念大会「ウドキュメンタル」を開催。

## タイトル
- 世界UDON無差別級王座

アイアンマン方式となっており、3カウント、ギブアップを奪えばいつでも誰でもチャンピオンになることが出来る。
1. 宇高国道フェリーファンク
2. 山ライス
3. フェニックスはるぅ
4. フレディ・マンデガン
5. 魔苦・怒鳴門
6. 四万カイン十
7. 宇高国道フェリーファンク
8. 小仲＝ペールワン
9. 一般人A
10. UDON次郎
11. マ・ルナカ
12. レイパロマ
13. マ・ルナカ

## 所属選手

### 正規軍
- 宇高国道フェリーファンク
- PMショーゴ（ニセシバター）
- マリンライダーJR
- UDON次郎
- カマタマキッド
- 銭形ダラス平次（マネージャー）

### 四国怪奇派
- 宇宙魔人カロリーMX
- マミー・ラミレス
- フレディ・マンデガン
- フェニックスはるぅ（マネージャー）（産休中）

### エクスタシス・デル・マール
- 今治タオルフェイス
- O-遍LOW

### スペルメルカドス
- マ・ルナカ
- マ・ルヨシ

## スタッフ

### レフェリー
- ツクダ監督（代表兼任）
- KOMAE

### 映像班
- 千代TENGA

## 歴代所属選手
- 魔苦・怒鳴門